# Upplands runinskrifter 136

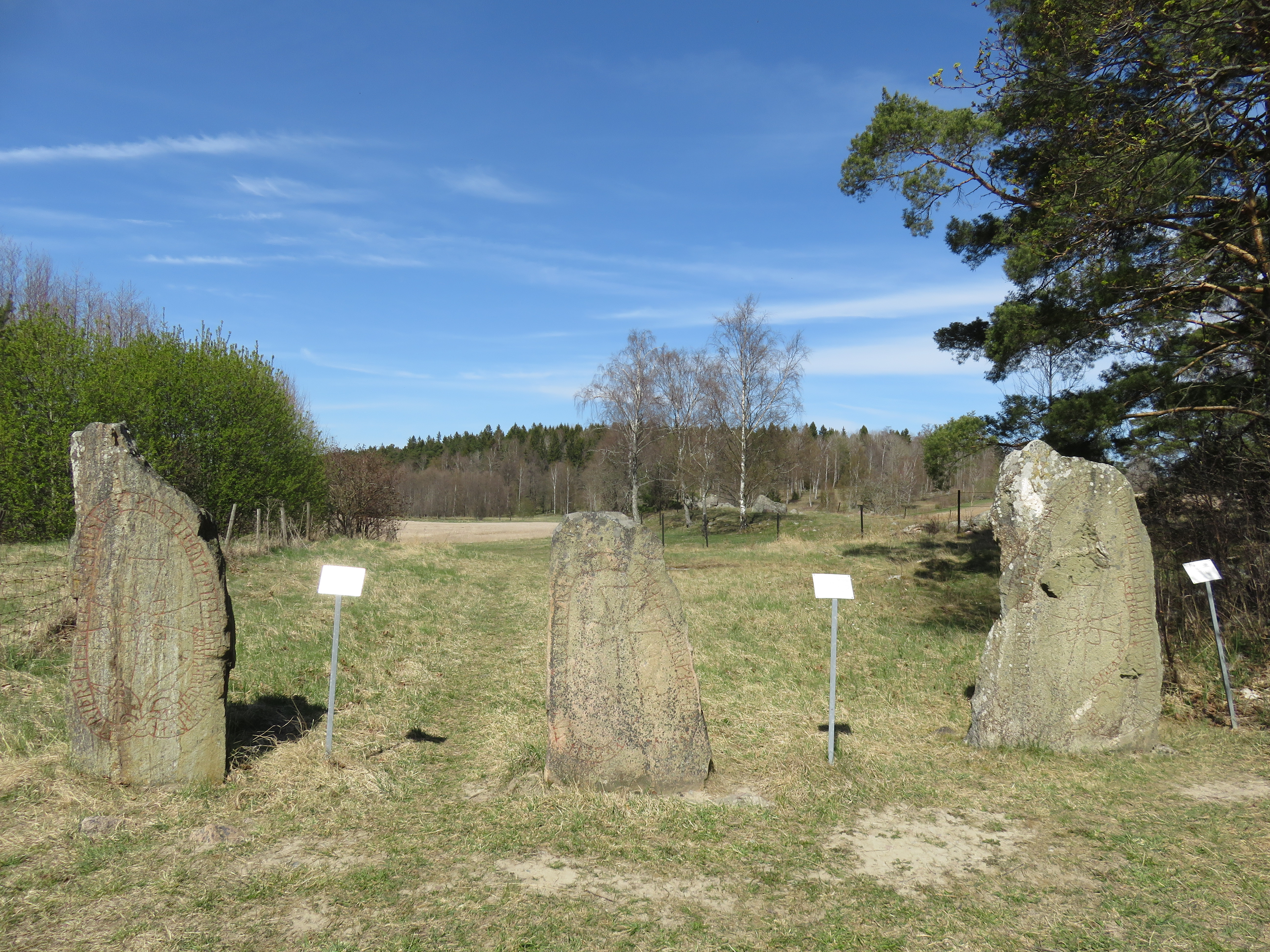
Från vänster: U 136, U 137 och U 135.

Upplands runinskrifter 136 är en vikingatida runsten i Broby, Täby socken och Täby kommun. Stenen utgör en del av ett dubbelmonument tillsammans med U 135. U 136 är en så kallad greklandssten. Runstenen är gråsvart med bruna färginslag. Höjden är 1,73 meter och den största bredden 0,85 meter. Ristningen är väl bevarad. På samma plats som U 135 och U 136 finns också U 137. Alla tre stenarna på platsen är en del av Jarlabankestenarna.

## Inskriften
Translitterering av runraden:
× astriþr × la(t) + raisa × staina × þasa × [a]t austain × buta sin × is × suti × iursalir auk antaþis ub i × kirkum
Normalisering till runsvenska:
Æstriðr let ræisa stæina þessa at Øystæin, bonda sinn, es sotti Iorsaliʀ ok ændaðis upp i Grikkium.
Översättning till nusvenska:
Estrid lät resa dessa stenar efter Östen, sin man, som drog till Jerusalem och dog borta i Grekland.
Uttrycket "dessa stenar" syftar till U 136 och U 135 som sålunda har blivit utförda samtidigt och resta på var sin sida om en bro som omnämns på U 135. Förutom bron och stenarna nämns i ristningen på U 135 också att en hög gjorts till Östens minne. Det är emellertid inte tal om någon gravhög eftersom Östen dog "i Grekland".